# Agnese Edvige di Anhalt
Agnese Edvige di Anhalt (Dessau, 12 marzo 1573 – Sønderborg, 3 novembre 1616) è stata principessa di Anhalt, elettrice di Sassonia e duchessa di Schleswig-Holstein-Sonderburg-Plön.

## Biografia
Era la figlia di Gioacchino Ernesto di Anhalt, e della sua seconda moglie, Eleonora di Württemberg.

## Matrimonio
Sposò, il 3 gennaio 1586, all'età di 13 anni, il principe elettore Augusto I di Sassonia, diventando la sua seconda moglie. La prima notte di nozze, si dice che abbia chiesto il rilascio di Kaspar Peucer. Non ebbero figli.
Augusto morì poche settimane dopo, l'11 febbraio 1586.
Sposò, il 14 febbraio 1588, Giovanni di Schleswig-Holstein-Sonderburg, diventando la sua seconda moglie. Ebbero nove figli:
- Eleonora (4 aprile 1590-13 aprile 1669)
- Anna Sabina (7 marzo 1593-18 luglio 1659), sposò Giulio Federico di Württemberg-Weiltingen
- Giovanni Giorgio (9 febbraio 1594-25 gennaio 1613)
- Gioacchino Ernesto di Schleswig-Holstein-Sonderburg-Plön (29 agosto 1595-5 ottobre 1671)
- Dorotea Sibilla (13 luglio 1597-21 ago 1597)
- Dorotea Maria (23 luglio 1599-27 marzo 1600)
- Bernardo (12 aprile 1601-26 aprile 1601)
- Agnese Maddalena (17 novembre 1602-17 maggio 1607)
- Eleonora Sofia (24 febbraio 1603-5 gennaio 1675), sposò Cristiano II di Anhalt-Bernburg

## Morte
Morì il 3 novembre 1616, sei anni prima di suo marito.

## Ascendenza
|                                   |                       |                                  | Genitori                          |  |  | Nonni |  |  | Bisnonni |  |  | Trisnonni |  |
|                                   |                       |                                  |                                   |  |  |       |  |  | …        |  |  | …         |  |
|                                   |                       |                                  |                                   |  |  |       |  |  | …        |  |  | …         |  |
|                                   |                       | …                                |                                   |  |  |       |  |  | …        |  |  |           |  |
| Giovanni II di Anhalt-Dessau      |                       |                                  |                                   |  |  |       |  |  | …        |  |  |           |  |
|                                   |                       | …                                | …                                 |  |  |       |  |  |          |  |  |           |  |
|                                   |                       | …                                | …                                 |  |  |       |  |  |          |  |  |           |  |
|                                   |                       | …                                | …                                 |  |  |       |  |  |          |  |  |           |  |
| Gioacchino Ernesto di Anhalt      |                       | …                                |                                   |  |  |       |  |  |          |  |  |           |  |
|                                   |                       | Gioacchino I di Brandeburgo      | Giovanni I di Brandeburgo         |  |  |       |  |  |          |  |  |           |  |
|                                   |                       | Gioacchino I di Brandeburgo      | Giovanni I di Brandeburgo         |  |  |       |  |  |          |  |  |           |  |
|                                   |                       | Gioacchino I di Brandeburgo      | Margherita di Sassonia            |  |  |       |  |  |          |  |  |           |  |
| Margherita di Brandeburgo         |                       | Gioacchino I di Brandeburgo      |                                   |  |  |       |  |  |          |  |  |           |  |
|                                   |                       | Elisabetta di Danimarca          | Giovanni di Danimarca             |  |  |       |  |  |          |  |  |           |  |
|                                   |                       | Elisabetta di Danimarca          | Giovanni di Danimarca             |  |  |       |  |  |          |  |  |           |  |
|                                   |                       | Elisabetta di Danimarca          | Cristina di Sassonia              |  |  |       |  |  |          |  |  |           |  |
| Agnese Edvige di Anhalt           |                       | Elisabetta di Danimarca          |                                   |  |  |       |  |  |          |  |  |           |  |
|                                   | Ulrico di Württemberg | Enrico di Württemberg            |                                   |  |  |       |  |  |          |  |  |           |  |
|                                   | Ulrico di Württemberg | Enrico di Württemberg            |                                   |  |  |       |  |  |          |  |  |           |  |
|                                   | Ulrico di Württemberg | Elisabetta di Zweibrücken-Bitsch |                                   |  |  |       |  |  |          |  |  |           |  |
| Cristoforo del Württemberg        | Ulrico di Württemberg |                                  |                                   |  |  |       |  |  |          |  |  |           |  |
|                                   |                       | Sabina di Baviera                | Alberto IV di Baviera             |  |  |       |  |  |          |  |  |           |  |
|                                   |                       | Sabina di Baviera                | Alberto IV di Baviera             |  |  |       |  |  |          |  |  |           |  |
|                                   |                       | Sabina di Baviera                | Cunegonda d'Austria               |  |  |       |  |  |          |  |  |           |  |
| Eleonora di Württemberg           |                       | Sabina di Baviera                |                                   |  |  |       |  |  |          |  |  |           |  |
|                                   |                       | Giorgio di Brandeburgo-Ansbach   | Federico I di Brandeburgo-Ansbach |  |  |       |  |  |          |  |  |           |  |
|                                   |                       | Giorgio di Brandeburgo-Ansbach   | Federico I di Brandeburgo-Ansbach |  |  |       |  |  |          |  |  |           |  |
|                                   |                       | Giorgio di Brandeburgo-Ansbach   | Sofia di Polonia                  |  |  |       |  |  |          |  |  |           |  |
| Anna Maria di Brandeburgo-Ansbach |                       | Giorgio di Brandeburgo-Ansbach   |                                   |  |  |       |  |  |          |  |  |           |  |
|                                   |                       | Edvige di Münsterberg-Oels       | Carlo I di Münsterberg-Oels       |  |  |       |  |  |          |  |  |           |  |
|                                   |                       | Edvige di Münsterberg-Oels       | Carlo I di Münsterberg-Oels       |  |  |       |  |  |          |  |  |           |  |
|                                   |                       | Edvige di Münsterberg-Oels       | Anna di Sagan                     |  |  |       |  |  |          |  |  |           |  |
|                                   |                       | Edvige di Münsterberg-Oels       |                                   |  |  |       |  |  |          |  |  |           |  |